# Самарийгексамедь
Самарийгексамедь — бинарное неорганическое соединение
меди и самария
с формулой Cu6Sm,
кристаллы.

## Получение
- Сплавление стехиометрических количеств чистых веществ:

{\displaystyle {\mathsf {6Cu+Sm\ {\xrightarrow {900^{o}C}}\ Cu_{6}Sm}}}

## Физические свойства
Самарийгексамедь образует кристаллы
ромбической сингонии, пространственная группа P nma, параметры ячейки a = 0,8080 нм, b = 0,5092 нм, c = 1,0210 нм, Z = 4,
структура типа гексамедьцерия Cu6Ce
.
Соединение конгруэнтно плавится при температуре 900°С.